# Feedforward
Feedforward: Betegnelse for en ændring i et system, der sker i forventning af en given begivenhed frem for som svar på en påvirkning. Det fremgår heraf, at der ikke mulighed for at tilpasse feedforward efter en reguleret variabel.